# Centaurea napifolia
Centaurea napifolia — вид квіткових рослин айстрових (Asteraceae). Ареал: Алжир, Балеарські острови, Корсика, Франція, Італія, Марокко, Сардинія, Сицилія, Туніс.

## Біоморфологічна характеристика
Однорічна рослина 3–6 дм, прямовисна, гілляста. Листки запушені, нижні черешкові ліровидно-п'ятироздільні, з великим, яйцеподібним, зубчастим кінцевим сегментом, середні сидячі, дуже довгі, ліроподібні або виїмчасті, верхні — майже лінійні. Обгортка яйцеподібна, з листочками, забезпеченими розлогим придатком з 5–10 короткими, майже рівними, віялоподібними шипами. Квітки пурпурові. Період цвітіння: червень і липень.